# Cusio (Lombardia)
Cusio (lombardul: Cüs) település Olaszországban, Lombardia régióban, Bergamo megyében. Lakosainak száma 210 fő (2023. január 1.). Cusio Cassiglio, Santa Brigida, Ornica és Gerola Alta községekkel határos.

## Népesség
A település lakossága az elmúlt években az alábbi módon változott:
| Lakosok száma | 240  | 238  | 210  |
|               | 2017 | 2018 | 2023 |